# Casal Mouro
Casal Mouro é uma localidade portuguesa situada na Freguesia do Louriçal, Município de Pombal, Distrito de Leiria. Fica a uma distância de cerca de 1 km do Louriçal.